# Orde van Columbus (Brazilië)

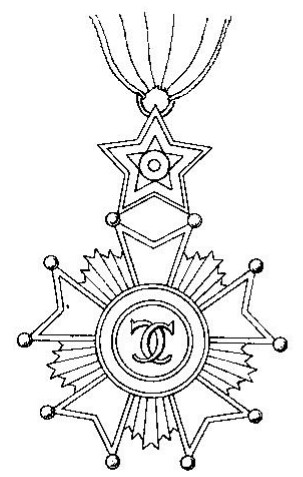
Orde van Columbus

De Orde van Columbus (Portugees:"Ordem Militar e Civil de Colombo") werd op 6 juni 1890, nog geen twee maanden nadat de voorlopige revolutionaire regering van generaal Deodoro da Fonseca alle Ridderorden van het Keizerrijk had afgeschaft ingesteld als eerbetoon aan Christoffel Columbus, de ontdekker van Amerika. De Braziliaanse revolutie werd in een grondwet van 24 februari 1891 vastgelegd. In deze grondwet werden de twee Orden en de pas 9 maanden oude Orde van Columbus weer afgeschaft. Op het dragen van de oude Orden en het voeren van de daarbij behorende titels stond nu een zware straf.
De Orde bestond uit een
- Grootmeester
- twaalf werkelijke en vierentwintig Eregrootkruisen,
- vijftig dignitarissen (Grootofficieren),
- honderdvijftig officieren,

en
- Een onbepaald aantal Ridders.

## Versierselen
Het kleinood van de Orde was een wit geëmailleerd kruis met vijf armen en een blauw medaillon waarin twee verstrengelde "C"ees. Tussen de armen waren vijf zilveren stralen van ongelijke lengte aangebracht. Boven het kruis is als verhoging een gouden ster bevestigd. 
De Braziliaanse president was Grootmeester en grootkruis in de Orde en zou dat grootkruis ook na zijn aftreden mogen behouden.

## Bron
- Maximilian Gritzner: "Handbuch der Ritter- und Verdienstorden" Leipzig 1893
- http://www.medalnet.net/German_Orders.htm
- Orders and Decorations of all Nations by Robert Werlich and Jose Luiz Silva Preiss-Porto Alegre-RS-Brazil
- met fraaie afbeeldingen